# Tereza Němcová
Tereza Němcová, née Tereza Huříková le 11 février 1987 à Vimperk, est une cycliste tchèque qui pratique le cyclisme sur route et le cross-country VTT. Lors des championnats du monde sur route 2004, elle devient championne du monde du contre-la-montre juniors. L'année suivante, elle perd son titre mondial sur route mais remporte la médaille d'argent. En VTT, toujours en 2005, elle devient championne du monde de cross-country juniors.

## Biographie
Elle se marie en octobre 2015 et change de nom.

## Palmarès en VTT

### Jeux olympiques
- Pékin 2008
  - Abandon lors de l'épreuve de cross-country VTT

### Championnats du monde
- 2004
  -  Médaillée de bronze du championnat du monde de cross-country juniors
- 2005
  -  Championne du monde de cross-country juniors
- 2006
  - 4e du championnat du monde de cross-country espoirs
- 2007
  - 4e du championnat du monde de cross-country espoirs
- 2012
  - 7e du championnat du monde de cross-country
- 2014
  -  Médaillée de bronze du VTT-marathon

### Coupe du monde
- Coupe du monde de cross-country 
  - 2006 : 32e
  - 2007 : ?e
  - 2008 : 8e
  - 2009 : 44e
  - 2010 : 38e
  - 2011 : 27e
  - 2012 : 30e
  - 2014 : 19e

### Championnats d'Europe
- 2003
  -  Médaillée d'argent du championnat d'Europe de cross-country juniors
- 2004
  -  Médaillée d'argent du championnat d'Europe de cross-country juniors
- 2006
  -  Médaillée d'argent du championnat d'Europe de cross-country espoirs
- 2007
  -  Médaillée de bronze du championnat d'Europe de cross-country espoirs
- 2008
  -  Médaillée de bronze du championnat d'Europe de cross-country espoirs
- 2010
  -  Médaillée de bronze du championnat d'Europe de relais par équipes
- 2014
  -  Championne d'Europe de cross-country marathon

### Championnats nationaux
- Championne de République tchèque de cross-country : 2006, 2009, 2011, 2012 et 2013
- Championne de République tchèque de cross-country marathon : 2015 et 2016

## Palmarès sur route
- 2004
  -  Championne du monde du contre-la-montre juniors
- 2005
  - 3e étape de l'Eko Tour Dookoła Polski
  -  Médaillée d'argent du championnat du monde du contre-la-montre juniors
  - 3e de l'Eko Tour Dookoła Polski
  - 8e du championnat du monde sur route juniors
- 2007
  -  Championne de République tchèque du contre-la-montre
- 2009
  -  Championne de République tchèque du contre-la-montre
  - 2e du Championne de République tchèque sur route